# Trust in Rust
Trust in Rust é o sétimo álbum de estúdio da banda alemã de metal a cappella van Canto, lançado em 10 de agosto de 2018 por meio da Napalm Records. É o primeiro álbum com o vocalista principal Hagen Hirschmann e o primeiro após o retorno do vocalista-baixista Ingo "Ike" Sterzinger.
Entre suas faixas, há duas regravações; uma de "Hells Bells" (do AC/DC ) e outra de "Ride the Sky" (do Helloween), esta última com a participação do guitarrista e vocalista da banda Kai Hansen. A edição digipack vem com um disco bônus com versões orquestrais de 11 músicas do catálogo da banda.

## Contexto
De acordo com o líder e guitarrista vocal Stefan Schmidt, após encerrar a turnê de promoção do Voices of Fire em 2016, a banda refletiu sobre seus objetivos e situações. Eles pensaram em não continuar com o grupo, mas chegaram à conclusão de que a música ainda era "importante demais" em suas vidas. Contudo, em agosto de 2017, o grupo comunicou a saída do vocalista principal e membro fundador Dennis "Sly" Schunke.
Em vez de fazer testes para encontrar um novo membro desconhecido para substituir Dennis, Schmidt preferiu entrar em contato com um velho colega músico, Hagen Hirschmann, que ele conhecia desde antes do van Canto.
O álbum também marcou o retorno do baixista vocal e membro fundador Ingo "Ike" Sterzinger, que havia deixado o grupo brevemente durante o ciclo do álbum anterior, mas mesmo assim havia gravado cerca de 80% dos vocais-baixos presentes no trabalho.

## Produção
A produção do álbum começou por volta de julho de 2017, quando Hagen já era a escolha da banda para novo vocalista.
Quando perguntado se ter dois vocalistas-baixistas criava novas possibilidades de arranjos, Stefan disse que os arranjos focaram mais em ter uma voz masculina adicional do que em ter duas vozes-baixo, o que lhes permitia fazer arranjos "mais densos".

## Recepção
| Críticas profissionais | Críticas profissionais |
| Avaliações da crítica  | Avaliações da crítica  |
| Fonte                  | Avaliação              |
| ---------------------- | ---------------------- |
| Metal.de               | [ 1 ]                  |
| Laut.de                | [ 2 ]                  |

Escrevendo para o Metal.de, Mirko Pidde viu uma mudança drástica do antigo vocalista Dennis "Sly" Schunke para seu substituto Hagen Hirschmann e sentiu que sua voz "não se encaixa harmonicamente no som da banda", embora tenha elogiado a banda por experimentar com vocais guturais pela primeira vez. Ele criticou o cover de "Ride the Sky" por não ter a "crueza" do Helloween da era Walls of Jericho, mas disse que a banda "acertou tudo" em "Hells Bells", vendo-a como o ponto alto de Hagen no disco inteiro. Ele concluiu chamando-o de "um álbum bem produzido com muitos momentos fortes [...] mesmo que você mal consiga esperar por outro grande feito como o “Tribe of Force” de 2010.
No Laut.de, Yan Vogel expressou sua crença de que a banda está vindo ladeira abaixo desde seus três álbuns anteriores e que a adição de um sétimo membro pouco fez para melhorar os pontos fracos do grupo. Por outro lado, ele elogiou o trabalho dos vocalistas Hagen e Inga Scharf, bem como as duas regravações. Ele concluiu elogiando a composição das músicas do álbum, mas afirmando que  ele carece de uma "alma" metal.

## Lista de faixas
| Faixas de Trust in Rust |                                                                 |         |  |
| N.º                     | Título                                                          | Duração |  |
| 1.                      | "Back in the Lead"                                              | 3:52    |  |
| 2.                      | "Javelin"                                                       | 4:14    |  |
| 3.                      | "Trust in Rust"                                                 | 3:38    |  |
| 4.                      | "Ride the Sky" (cover de Helloween; participação de Kai Hansen) | 4:53    |  |
| 5.                      | "Melody"                                                        | 4:53    |  |
| 6.                      | "Neverland"                                                     | 5:01    |  |
| 7.                      | "Desert Snake"                                                  | 4:10    |  |
| 8.                      | "Darkest Days"                                                  | 4:17    |  |
| 9.                      | "Infinity"                                                      | 4:51    |  |
| 10.                     | "Hells Bells" (cover de AC/DC)                                  | 5:05    |  |
| 11.                     | "Heading Home"                                                  | 6:27    |  |
| Duração total:          | Duração total:                                                  | 51:21   |  |

| Disco bônus da edição digipack com versões orquestrais |                           |         |  |
| N.º                                                    | Título                    | Duração |  |
| 1.                                                     | "The Mission"             | 4:27    |  |
| 2.                                                     | "Rain"                    | 4:03    |  |
| 3.                                                     | "Hero"                    | 5:21    |  |
| 4.                                                     | "Take to the Sky"         | 4:27    |  |
| 5.                                                     | "Water Fire Heaven Earth" | 3:36    |  |
| 6.                                                     | "My Voice"                | 5:31    |  |
| 7.                                                     | "If I Die in Battle"      | 4:47    |  |
| 8.                                                     | "The Higher Flight"       | 5:05    |  |
| 9.                                                     | "Unholy"                  | 3:40    |  |
| 10.                                                    | "The Other Ones"          | 4:22    |  |
| Duração total:                                         | Duração total:            | 45:19   |  |

## Paradas
| Parada (2018)                         | Maior colocação |
| ------------------------------------- | --------------- |
| Alemanha (Offizielle Deutsche Charts) | 50              |